# Rovéréaz
Cet article concerne le domaine de Rovéréaz. Pour la famille homonyme, voir Famille de Rovéréa.
Le domaine de Rovéréaz est un domaine d’une trentaine d’hectares situé dans le quartier de Chailly/Rovéréaz à Lausanne, en Suisse. Le domaine, propriété privée depuis ses origines au XVe siècle, est racheté par la Ville de Lausanne en 1988. Le domaine est constitué de plusieurs bâtiments historiques et d’un domaine à vocation agroécologique.

## Histoire
Rovéréaz, du français « rouvraie » soit l’endroit où poussent des rouvres, c'est-à-dire des chênes, est cité comme un lieu-dit de Lausanne à partir de 1226.
En 1474, Rovéréaz est mentionné comme un fief noble rattaché aux seigneurs de Billens. Entre la fin du XVIIe siècle et le début du XVIIIe siècle, la campagne passe à la famille de Charrière. En 1744, le domaine est vendu à Sébastien Bergier de Roveréaz et devient ensuite la propriété d’un gentilhomme anglais, Henry-Perkins Weston, Esq. of West Horsley, qui épouse Marianne, fille de Sébastien Bergier de Rovéréaz, en 1770.  
En 1809, le domaine de Rovéréaz passe par alliance à la famille de Cerjat. Charles-Sigismond de Cerjat, colonel de cavalerie dans l’armée britannique, avait épousé Mary Augusta Weston, fille de Henry-Perkins Weston et Marianne Bergier de Rovéréaz. Dès 1810, Charles-Sigismond de Cerjat y fait construire les bâtiments ruraux (grange, ferme, etc.) sans doute sous la direction de l’architecte Jean-Abraham Fraisse, et ensuite de la maison de maître probablement de 1815 à 1818.
Charles-Sigismond de Cerjat met sa propriété à la disposition de la Société artistique et littéraire pour des concerts et des représentations. Lors de ses séjours à Lausanne, Sainte-Beuve se rendra souvent à Rovéréaz qui lui inspire en 1837 ces vers : « Etrange est la musique aux derniers soirs d’automne, / Quand vers Rovéréaz, solitaire, j’entends, / Craquer l’orme noueux et mugir les autans / Dans le feuillage mort qui roule et tourbillonne ! ». Eugène Viollet-le-Duc y dessine les bois de Rovéréaz en 1877.
Vers 1840 vient s’ajouter sur le domaine une tour néogothique dont il ne reste aujourd’hui que les ruines et qui serait le fruit d’un pari entre Auguste Perdonnet, Charles-Sigismond de Cerjat et William Haldimand. De ce pari serait également issues la Tour Haldimand à Ouchy et la Tour-Belvédère du parc de Mon-Repos.
En 1856, Rovéréaz fait la une de l’actualité : on découvre, dans un cordon boisé de la campagne, des os fossilisés appartenant à plusieurs rhinocéros d’une espèce ayant vécu il y a environ vingt-deux millions d’années. Ces fossiles sont présentés au Musée géologique de Lausanne.
Le domaine est acquis en 1897 par Alfred Fallot (1856-1936), beau-frère et associé d’Armand Peugeot, pour 380'000 francs suisses (ca. 6 million de francs suisses actuels). Alfred Fallot fera construire à quelque distance de la maison de maître une nouvelle résidence, le Château Fallot.
Chronologie des propriétaires
- Vers 1474: Seigneurs de Billens
- XVIIe - XVIIIe: Famille de Charrière
- 1744-1809: Famille Bergier de Rovéréaz
- 1809-1899: Famille de Cerjat
- 1899-1988: Famille Fallot
- Depuis 1988 - Ville de Lausanne

Durant le XIXe siècle, le domaine est confié à un « régisseur », puis à partir de 1844 à son premier fermier. Gilles Berger, dernier fermier en date depuis 2016, est l’actuel associé gérant de la société Ferme de Rovéréaz Sàrl qui exploite le domaine agricole.

## Acquisition par la Ville de Lausanne
En 1988, la famille Fallot cède le domaine de Rovéréaz à la Ville de Lausanne mais garde 6 hectares de terrain et le Château Fallot, où demeurera le violoncelliste Gui Fallot jusqu’à son décès en 2018.
La Ville de Lausanne acquiert ce domaine de plus de trente hectares (terres, forêts, ferme et maison de maître) pour 35,5 millions de francs suisses. La maison de maître est cédée en droit de superficie par la Ville de Lausanne et abrite aujourd’hui l’association Mercy Ships qui opère des navires-hôpitaux en Afrique.

## Ferme agroécologique
Dès son rachat par la Ville en 1988, la ferme propose des activités pédagogiques à travers l’accueil des écoles lausannoises, familiarisant des milliers d’enfants avec le monde agricole.
Avec l’adoption par le Conseil communal en novembre 2014 du préavis sur l’avenir du domaine de Rovéréaz (no 2014/37), la Ville de Lausanne, confirme la vocation agricole du domaine en visant le développement d’un projet novateur, au travers d’une mise au concours.
Suivant la recommandation du jury, la Municipalité désigne en 2015 le projet « Rovéréaz – Ferme agroécologique, une ferme qui cultive les gens aux portes de Lausanne ». Le projet est porté par un collectif regroupant en son sein des compétences à la fois agricoles, environnementales, pédagogiques, entrepreneuriales et sociales. La mise en œuvre du projet d’exploitation débute en 2016, avec un jardin pédagogique en permaculture de 1300 m².
En 2019, différentes association, dont Pro Natura, WWF, Fondation suisse pour la protection et l’aménagement du paysage, ATE et Helvetia Nostra se réunissent pour former une opposition commune à un projet de construction prévu à Rovéréaz et pour demander à la Municipalité de Lausanne de rendre cette parcelle inconstructible.